# As cities shine
As cities shineは2011年、横浜で結成されたロックバンド。ロックを軸に、エモやラウド、パンクやハードコアといった音楽を取り入れている。
2014年11月、1st E.P.「Paint It Yourself」を発売。

## メンバー
Jesse(ジェシー) - Vocal

Kuma(クマ) - Guitar

Hiro(ヒロ) - Guitar

Kacchun(カッチュン) - Bass

Kazuma(カズマ) - Drum